# Шакі (річка)
Шакі (вірм. Շաքի) — річка, що протікає у Вірменії, у марзі Сюнік. Є притокою Воротану. Річка має виключно підземне живлення. На ній розташоване село Шакі та водоспад Шакі.